# سیارک ۳۲۲۲
سیارک ۳۲۲۲ (به انگلیسی: 3222 Liller، نامگذاری:1983NJ) سه هزار و دویست و بیست و دومین سیارک کشف شده‌است که در ۱۰ ژوئیه ۱۹۸۳ کشف شد.
قدر مطلق سیارک برابر ۱۱٫۴۰ است.